# Крум Николов
Крум Георгиев Николов е български революционер, деец на Вътрешната македонска революционна организация.

## Биография
Крум Николов е роден на 15 април 1899 година в град Охрид, тогава в Османската империя, и е син на революционера от ВМОРО Георги Николов. Заедно с Петър Манев и Благой Ингилизов от Пехчево влизат в секретариата на Съюза на македонските студентски дружества зад граница. Участва в дейността на ВМРО във Виена.
- Доклад на Крум Николов от юли 1930 година за дейността на „Виенчани“, стр.1
- стр.2
- стр.3